# Siedzuń sosnowy

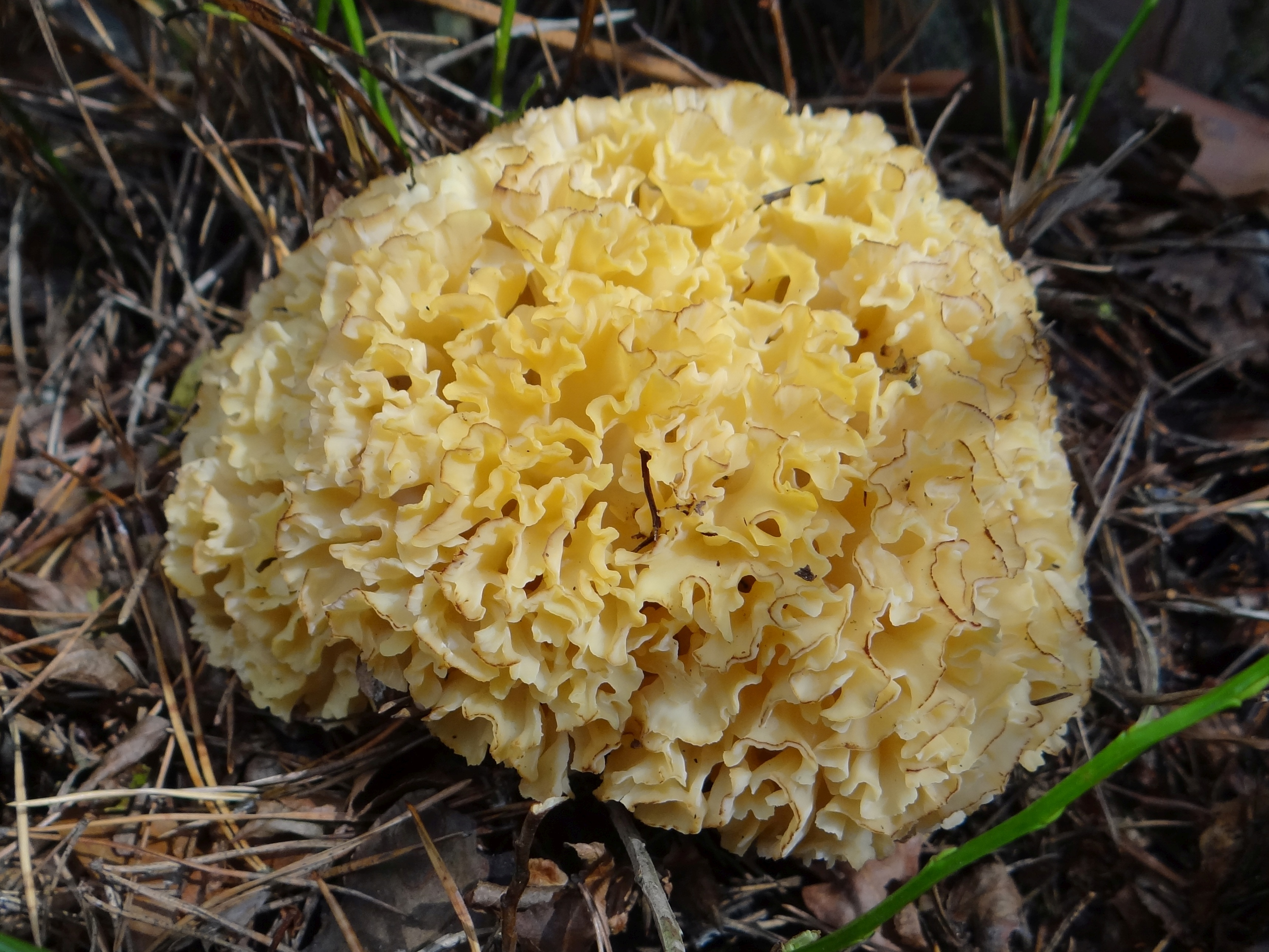

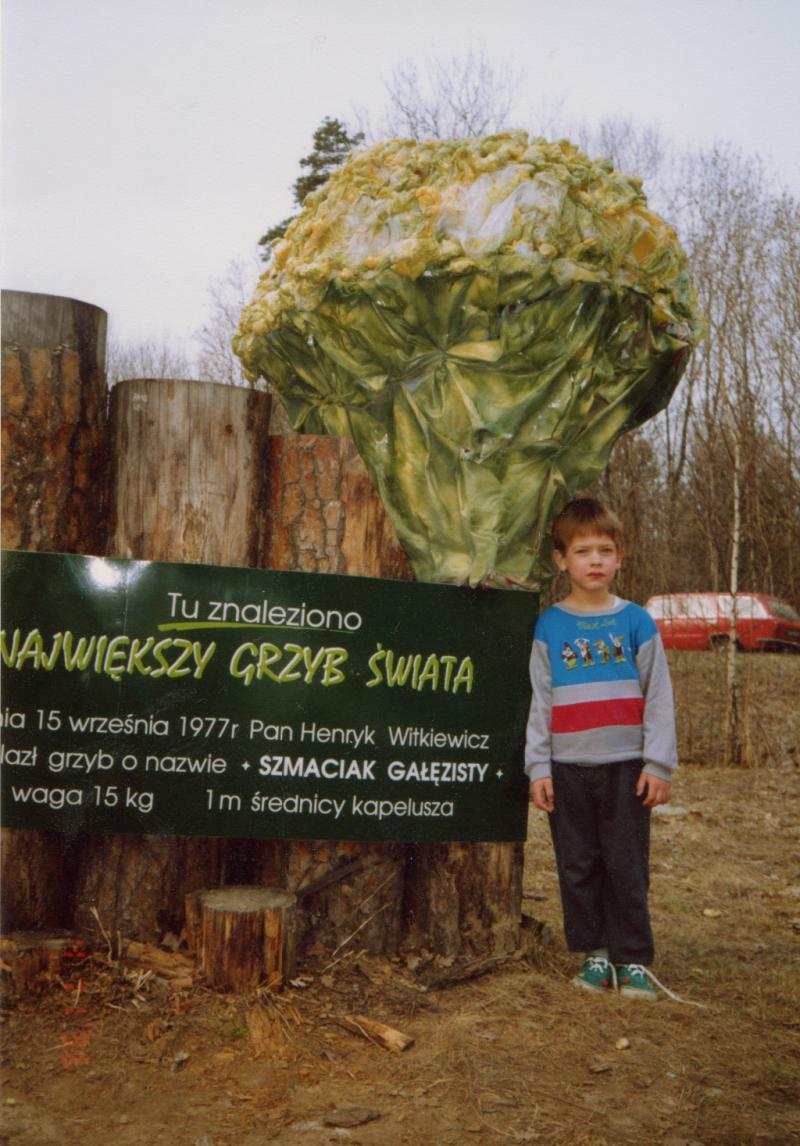
Pomnik grzyba – siedzunia sosnowego – z Piotrkowic koło Tarnowa, który trafił do Księgi Rekordów Guinnessa.

Siedzuń sosnowy, szmaciak gałęzisty (Sparassis crispa (Wulf.) Fr.) – gatunek grzybów jadalnych z rodziny siedzuniowatych (Sparassidaceae).

## Systematyka i nazewnictwo
Pozycja w klasyfikacji według Index Fungorum: Sparassidaceae, Polyporales, Incertae sedis, Agaricomycetes, Agaricomycotina, Basidiomycota, Fungi.
Po raz pierwszy takson ten zdiagnozował w roku 1781 Franz Xaver von Wulfen nadając mu nazwę Clavaria crispa. Obecną, uznaną przez Index Fungorum nazwę nadał mu w roku 1821 Elias Fries, przenosząc go do rodzaju Sparassis.
Synonimy naukowe:

- Clavaria crispa Wulfen 1781
- Clavaria crispa (Scop.) Sacc. 1910
- Manina crispa Scop., 1772
- Masseeola crispa (Wulfen) Kuntze 1891
- Merisma crispum (Wulfen) Ehrenb. 1818
- Sparassis crispa (Wulfen) Fr. 1821 var. crispa
- Sparassis radicata Weir 1917

Nazwę polską podał Władysław Wojewoda w 1999 r. W polskim piśmiennictwie mykologicznym gatunek ten opisywany był też jako płaskosz sorokop, sorokop, sieduń, siedź, kozia broda kędzierzawa, kozia broda włoska, płaskorz, szmaciak, szmaciak gałęzisty, siedzuń borowy, strzępiak kędzierzawy.

## Morfologia
Owocnik
Wysokość zazwyczaj 5–20 cm, szerokość 6–30 cm, ale bywa i większy, niekiedy osiąga nawet 6 kg (w 1711 roku w Turoszowie zostały znalezione przez leśnika dwa egzemplarze, z których większy ważył 20 kg i mierzył 2,55 metra). Kształt nieregularnie kulisty, od grubej mięsistej bazy dzieli się na płatkowate, różnie pozrastane gałązki, mające po obu stronach hymenium. Płatki są mocno pofałdowane, z ząbkami na brzegach, dzięki czemu swoim wyglądem przypomina kalafior. U młodych okazów owocnik jest białawy, później żółtawy, kremowy, ochrowy lub żółtobrązowy. Gałązki owocnika wyrastają z grubej, czarniawej podstawy trzonu, która często głęboko wrasta w podłoże.
Miąższ
Woskowaty, elastyczny, biały. Zapach przyjemny, smakiem przypomina orzechy.
Wysyp zarodników
Ochrowy. Zarodniki o średnicy 6–7 × 4–7 µm, krótkoelipsoidalne, gładkie, jasnożółte.
Gatunki podobne
W Polsce występuje również bardzo podobny siedzuń dębowy (Sparassis brevipes). Ma bardziej wyblakłe, szersze i bardziej listkowate zakończenia rozgałęzień.

## Występowanie i siedlisko
W Polsce uznawany był za gatunek rzadki. Znajduje się na Czerwonej liście roślin i grzybów Polski. Ma status R – potencjalnie zagrożony z powodu ograniczonego zasięgu geograficznego i małych obszarów siedliskowych. Znajduje się na listach gatunków zagrożonych także w Belgii, Estonii, Litwie, Norwegii, Łotwie. Wbrew ustaleniom czerwonej listy w Polsce jest jednak dość częsty.
Występuje w lasach iglastych i mieszanych. Rośnie na korzeniach drzew iglastych, zarówno martwych, jak i żywych. Najczęściej rośnie na korzeniach sosny, na świerku rzadko. Może atakować również daglezje (Pseudotsuga). Owocniki wyrastają u podstawy pnia. W ciągu roku wyrasta jeden owocnik. Na zaatakowanym drzewie owocniki pojawiają się również w następnych latach, nie w każdym roku, ale od czasu do czasu.
W Polsce był od 1990 gatunkiem ściśle chronionym, od 9 października 2014 został wykreślony z listy gatunków grzybów chronionych.

## Znaczenie
Kulinarne
Grzyb jadalny, wykorzystywany np. do zup, ale też do smażenia i suszenia. Źle znosi transport, gdyż łatwo się łamie.
Gospodarka leśna
Siedzuń sosnowy jest saprotrofem lub pasożytem. W zaatakowanych przez niego drzewach pień gnije aż do wysokości 3 m i drzewo wydziela charakterystyczny zapach terpentyny.
Filatelistyka
Poczta Polska wyemitowała 30 czerwca 1980 r. znaczek pocztowy przedstawiający siedzunia sosnowego, opisanego jako szmaciak gałęzisty, o nominale 8 zł, w serii Grzyby niejadalne pod ochroną. Wydrukowano 3 830 000 szt., techniką rotograwiury, na papierze kredowym. Autorem projektu znaczka był prof. Alojzy Balcerzak. Cała seria pozostawała w obiegu do 31 grudnia 1994 roku.